# Джонсон, Адам (писатель)
А́дам Джо́нсон (англ. Adam Johnson; 12 июля 1967) — американский писатель, лауреат Пулитцеровской премии.

## Биография
Адам Джонсон родился в Южной Дакоте и вырос в Аризоне. В 1992 году он получил степень бакалавра журналистики в Университете штата Аризона. В 2000 году получил степень доктора философии по английскому языку в Университете штата Флорида. Сейчас Джонсон живет и работает в Сан-Франциско и является ассоциированным профессором в Стэнфордском университете.
В 2013 году Адам Джонсон получил Пулитцеровскую премию за роман «Сын повелителя сирот», действие которого происходит в Северной Корее.

### Опубликованные рассказы
- Hurricanes Anonymous — Tin House
- The Denti-Vision Satellite — Ninth Letter
- Cliff Gods of Acapulco — Esquire
- The History of Cancer — Hayden's Ferry Review
- Watertables — The Missouri Review
- The Canadanaut — The Paris Review
- Your Own Backyard — The Southeast Review
- The Death-Dealing Cassini Satellite — New England Review
- Teen Sniper — Harper's Magazine
- Trauma Plate — The Virginia Quarterly Review